# Gartenschau Kaiserslautern

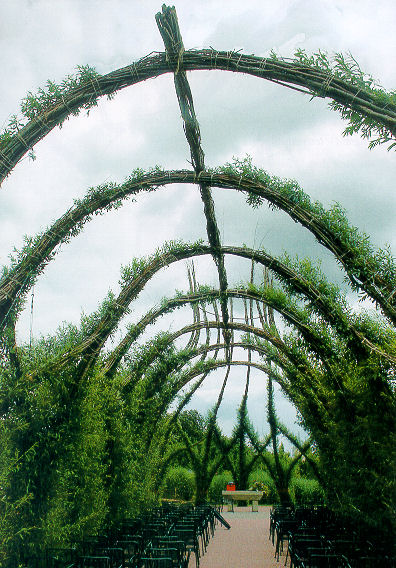
Weidenkirche auf dem Kaiserberg

Die Gartenschau Kaiserslautern ist ein Freizeitpark in Kaiserslautern (Rheinland-Pfalz), der in den Sommermonaten (März–Oktober) öffnet.

## Allgemeines
Das Gelände der Gartenschau befindet sich auf dem des ehemaligen Schlachthofs und des angrenzenden Kaiserberges. Das Gelände der Kammgarnspinnerei wurde im Laufe der Zeit wieder an die Fachhochschule Kaiserslautern zurückgegeben.
Der Park ist nach Themen aufgeteilt, wie zum Beispiel in Aqua- oder Kulturgarten.
Nach dem Ende der Landesgartenschau wurden einige neue Elemente hinzugefügt. So beherbergt das Gelände neben einer Minigolf-Anlage auch einen großen Kinderspielplatz. Auf dem Kaiserberg steht eine Weidenkirche, die von freiwilligen Helfern errichtet wurde.
Bis zum Jahr 2009 war die Gartenschau eine Tochtergesellschaft der Stadt Kaiserslautern, ehe sie an eine neue Betreibergesellschaft unter Federführung der Lebenshilfe Kaiserslautern überging, die 2013 in „Lebenshilfe Westpfalz“ umbenannt wurde.

## Geschichte
Die Gartenschau Kaiserslautern wurde im Jahr 2000, etwa gleichzeitig mit dem Japanischen Garten Kaiserslautern, eröffnet.
Seit 2002 existiert eine Ausstellung mit über das Gelände verteilten lebensgroßen Dinosauriermodellen.
Nachdem die Fachhochschule Kaiserslautern auf dem Gelände der ehemaligen Kammgarnspinnerei die Hochschule erweitern wollte, musste der Haupteingang 2009/10 auf den ehemaligen Schlachthof umziehen.
2010 eröffnete die Veranstaltungshalle mit Platz für 1.000–1.200 Personen. Dazu beherbergt die Halle seit 2011 in den Wintermonaten von Mitte November bis Mitte/Ende Februar die Eisbahn „Kaiserslautern on ice“.
Anlässlich der Landesgartenschau wurde 2000 die Regional-Express-Linie Karlsruhe–Kaiserslautern über den Kaiserslauterer Hauptbahnhof hinaus bis zum Bahnhof Lampertsmühle-Otterbach durchgebunden; die Züge hielten während dieser Zeit auch im nahe gelegenen Westbahnhof.

## Bereiche

### Haupteingang
Der Haupteingang der Gartenschau befindet sich auf dem ehemaligen Gelände eines Schlachthofs. Neben dem Haupteingang befindet sich eine Gastronomie und der Gartenschau-Laden in diesem Bereich. Eine Große Veranstaltungshalle und die Ausstellungshalle sind gleich nebenan.
In der Ausstellungshalle ist seit 2015 die große Lego-Ausstellung, die von den Mitgliedern des Vereins „Lauter Steine e. V.“ der Lego-Community afol.lu und Freunden bestückt wird.
Die Veranstaltungshalle dient für diverse Veranstaltungen, wie z. B. Messen und Flohmärkte.

### Neumühlepark
Der Neumühlenpark ist eine Parkanlage mit vielen verschiedenen Freizeitmöglichkeiten. In diesem Bereich befinden sich eine Minigolf-Anlage, ein kleiner Bolzplatz, eine Skater-Anlage und ein großer Spielplatz mit Rutschenturm und Spielburg. Nebenan befindet sich ein großer Wasserspielplatz. Dazu sind auf dem ganzen Gelände lebensgroßen Dinosauriermodelle verteilt, die mit dem Dino-Lehrpfad erkundet werden können. Dazu befindet sich auf dem Neumühlepark ein künstlicher Quellteich, von dem aus die „Neue Lauter“ den Park durchquert. Hier befindet sich auch eine Freilichtbühne.

### Kaiserberg
Der Kaiserberg ist ein Naherholungsgebiet auf dem Gelände der Gartenschau. Hier befindet sich neben einer Gastronomie die Weidenkirche, die Weidenschule (Grünes Klassenzimmer) und mehrere Gärten (z. B. Blindengarten, Tanzgarten).
Für jedes Kind, das am 1. Januar 2000 in Rheinland-Pfalz geboren wurde, wurde auf dem Milleniumshain ein Apfelbaum gepflanzt, insgesamt sind es 89 Bäume. Eine Infotafel nennt die Namen aller Kinder.

### Kammgarnspinnerei
Das ehemalige Gelände der Kammgarnspinnerei war der Haupteingang bis 2009, mit diversen Ausstellungsräumen.

## Verkehr

### Bus
Die Stadtwerke Kaiserslautern bedient die Gartenschau Kaiserslautern über die Linien 112, 108 (Haltepunkt Westbahnhof), 105 und 107 (Haltepunkt Kammgarn). Von dort sind es nur wenige Minuten Fußweg zum Haupteingang. Die Linie 102 hält am Haltepunkt Schulzentrum Nord am Eingang Kaiserberg.

### Bahn
Mit der Deutschen Bahn kommt man über den Hauptbahnhof Kaiserslautern über die Lautertalbahn, Haltepunkt Kaiserslautern West, zur Gartenschau.